# Mohamed Belgasem Faraj
Mohamed Belgasem Faraj es un deportista libio que compitió en taekwondo. Ganó una medalla de oro en el Campeonato Africano de Taekwondo de 2009 en la categoría de –58 kg.

## Palmarés internacional
| Campeonato Africano | Campeonato Africano | Campeonato Africano | Campeonato Africano |
| Año                 | Lugar               | Medalla             | Categoría           |
| ------------------- | ------------------- | ------------------- | ------------------- |
| 2009                | Yaundé (Camerún)    | Medalla de oro      | –58 kg              |